# Senri Shiki
Senri Shiki (支葵 千里?, Shiki Senri) è un personaggio del manga e anime Vampire Knight ideato da Matsuri Hino.

## Personaggio
Senri Shiki è uno studente della Night Class. Ha il potere di controllare il sangue, che si fa uscire dalle dita dandosi dei morsetti e lo trasforma in una sorta di frusta. Kuran lo impegna insieme a Rima in operazioni di “pulizia” dei livelli E. È un famoso modello. È molto curato nell'abbigliamento ed ha sempre accessori ricercati e particolari. Senri è un tipo tranquillo, silenzioso, in alcuni frangenti sembra estraniarsi della realtà che lo circonda. Essendo silenzioso e introverso, non dà confidenza a nessuno, e gli unici con cui sembra avere un rapporto di amicizia sono Ichijo e Rima.
Essendo membro della nobiltà, è cresciuto godendo dei privilegi della sua casta. Intraprese la carriera di modello senza volerlo, reclutato "a forza" dall'allora manager della madre, mentre si trovava con lei sul set di un servizio fotografico, ma col tempo ha preso sempre più seriamente quell'impegno. All'interno della sua famiglia regna uno strano clima: trame politiche e di governo animano gli ospiti di casa Shiki. Senri, soffocato dalla situazione, accetta ben volentieri di accedere a Collegio Cross, ignaro di essere solo una pedina.
Con il susseguirsi della trama si scoprirà che il padre di Shiki è Rido Kuran, fratello di Haruka Kuran, il che lo rende cugino di Kaname e Yuki. Sulla madre non si sa quasi nulla, se non che, in passato, fu un'attrice e che suo zio fa parte del Concilio. Lo stesso prozio di Shiki tenne in vita Rido per anni.
Durante la saga di Rido, egli prese il controllo del corpo del figlio, cosa che si nota grazie al diverso colore degli occhi (uno rosso e uno azzurro), e si intrufolò nel Collegio Cross, mirando a Yuki. Shiki riuscì a liberarsi grazie a Rima, che, dopo essere stata ferita ad un fianco dalla frusta di sangue del ragazzo, gli urlerà la frase: "Shiki, idiota. Non farti manovrare così. Dovresti avere più rispetto per te stesso". Grazie a questa frase, Shiki rinsavisce. Durante la battaglia finale, Ichijo affida Rima, incosciente dopo lo scontro, a Shiki, che si scusa con lei e l'abbraccia.
In seguito la salverà dal crollo del Dormitorio Luna, confrontandosi anche con alcuni servi di Rido. Mentre scappa con la ragazza, Shiki vedrà suo padre per l'ultima volta prima della morte di quest'ultimo. Al termine della battaglia, dopo la partenza di Kaname e Yuki, Shiki rimane con Rima per proseguire la carriera di modelli e li si vede insieme anche al ballo indetto dall'Associazione Hunter. Lì, inoltre, incontreranno anche Ichijo, divenuto lo "schiavetto personale" di Sara Shirabuki, una vampira di sangue puro.